# Зелений Ріг
Зеле́ний Ріг — село в Україні, у Жашківській міській громаді Уманського району Черкаської області. Розташоване на правому березі річок Гірський Тікич та її притоки Конели за 20 км на південь від міста Жашків та за 5 км від автошляху М05. Населення становило 628 осіб (станом на 1 січня 2008 року).

## Історія
Село відоме з середини 18 століття. Із переказів відомо, що близько 300 років тому жило десяток-два сімей. Садиби були розташовані на правому березі річки Гірський Тікич, на деякій відстані одні від одних. Поблизу їх осель були городи, поля і випаси. При вході в земляну хату було від 3-х до 6-ти сходинок. Вікна — на рівні із землею. Цвинтар розташовувався на самому високому місці над річкою (сучасні садиби М. Руденка і Г. Квашенко). Це поселення знаходилось під владою пана Вороного, а своєї назви не мало. Дорога у Таврію та Крим проходила понад річкою Гірський Тікич та Конелкою в напрямку Зеленого Рогу на село Соколівку.
Із переказів відомо, що понад річкою Конелка, на її правому березі ріс красивий зелений гай, де стояла корчма, у якій часто зупинялися чумаки, козаки, поляки. Наприкінці XIX століття до людей приїхав пан, на шапці якого стирчала пір'їна, подібна рогу. Скоро було прислано в цю затишну місцевість кріпаків, які почали зводити для пана будинок. Через 5-7 років було побудовано дім і господарські будівлі. У цій красивій місцевості оселився пан з «рогом на голові»: від нього і пішла назва села Зелений Ріг.
На території нижче сучасної школи розташовувалась «Горна кухня» і господарські будівлі пана.
Розповідають, що через 10-15 років після свого оселення пан запропонував побудувати церкву для селян (Георгіївська 1754 року) і костьол для себе (який стояв до початку 1921 року). У підвалі костьолу стояли панські домовини, останні роки їх налічувалося до двадцяти. Два-три рази на рік сюди приїжджали пани з різних місць. З Умані приїжджав ксьондз для проведення літургії. У часи революції махновці відкрили і пограбували домовини (кажуть, що дві з них були свинцеві), забравши всі коштовності. Садиба переходила від одних панів до інших, серед яких була також пані Приліцька, освічена на той час людина. Більшу частину землі вона розпродала. Пан Деков купив землі від села Вороного, а садиба була за ставками. (Ці ставки і нині є серед полів). Це поле називають «Декове». Ближче до села землі купив пан Вакула (Беспечанський), а потім продав своєму підпанкові Костенку. Пані Приліцька, звільнившись від господарських справ, організувала школу для панських дочок (пансіон). Через 10-20 років після організації пансіону за ініціативою старости села Рудя та попа Поплавського була влаштована перша школа у приміщенні розправи. Усього дітей було 10-15, серед них дочка церковного старости Лихоній Секлета. Дівчат з інших сімей не приймали. Учив дітей сам староста Рудь, потім Левко Дишлявий, який навчав вже 20 дітей, серед них 3 дівчинки.
Через 10 років, у 1885-ому, побудували спеціальне приміщення для церковно-приходської школи. Навчання проводив дяк. Останнім учителем був житель села Попівки — Піскун. У 1910 році відкрили земську школу, яку закрили у 1917 році. У роки радянської влади в селі відкрили 8-річну школу на 183 учні.
На тому місці, де нині стоїть сільська крамниця, жили євреї, які тримали крамницю і корчму. При радянській владі першу крамницю було відкрито у 1920 році на місці теперішньої садиби Миколи Сліпенка. У 1926 році було відправлено на курси в село Буки Федора Притулу, який став відмінним лікарем. Йому допомагав фельдшер Женя. Вони надавали першу медичну допомогу людям.
Село постраждало внаслідок геноциду українського народу, проведеного окупаційним урядом СРСР 1923—1933 та 1946–1947 роках.
450 уродженців села брали участь у боях радянсько-німецької війни, 144 з них загинули, 134 нагороджені орденами й медалями. На їх честь в селі встановлено пам'ятник.
Станом на 1972 рік у селі проживало 1 030 осіб, тут було розміщено центральну садибу колгоспу «Правда», за яким було закріплено 1 774,6 га сільськогосподарських угідь, у тому числі 1 670,8 га орної землі. В господарстві вирощували зернові і технічні культури, було розвинуте м'ясо-молочне тваринництво. Працювали столярно-слюсарна майстерня, пилорама.
Також на той час працювали восьмирічна школа, клуб на 250 місць, бібліотека з фондом 7 тисяч книг, дитячі ясла на 120 місць, медичний пункт, два магазини.

## Населення

### Мова
Розподіл населення за рідною мовою за даними перепису 2001 року:
| Мова            | Кількість | Відсоток |
| --------------- | --------- | -------- |
| українська      | 607       | 98.86%   |
| російська       | 6         | 0.98%    |
| інші/не вказали | 1         | 0.16%    |
| Усього          | 614       | 100%     |

## Сучасність
У селі загальноосвітня школа I—II ступенів на 198 місць, яка функціонує з 1995 року, дитячий дошкільний заклад «Суничка», будинок культури на 250 місць, бібліотека, фельдшерський пункт, три магазини, з них два приватних, АТС на 47 абонентів, філія Ощадбанку, відділення поштового зв'язку, кількість дворів — 349. Збереглося приміщення земської школи 1912 року забудови. Функціонує водогін протяжністю 10 км на 130 абонентів. Проживають 84 дітей війни, 29 учасників війни, 8 учасників бойових дій, 2 воїни-афганці, 5 учасників-ліківдаторів Чорнобильської АЕС. Село гордиться майстром умільцем — Лихопієм Василем Миколайовичем, який славиться художніми та столярними виробами, а також гордиться молодим шахістом — Бзіком Леонідом Миколайовичем, який займає призові місця на районних та обласних змаганнях.

## Галерея

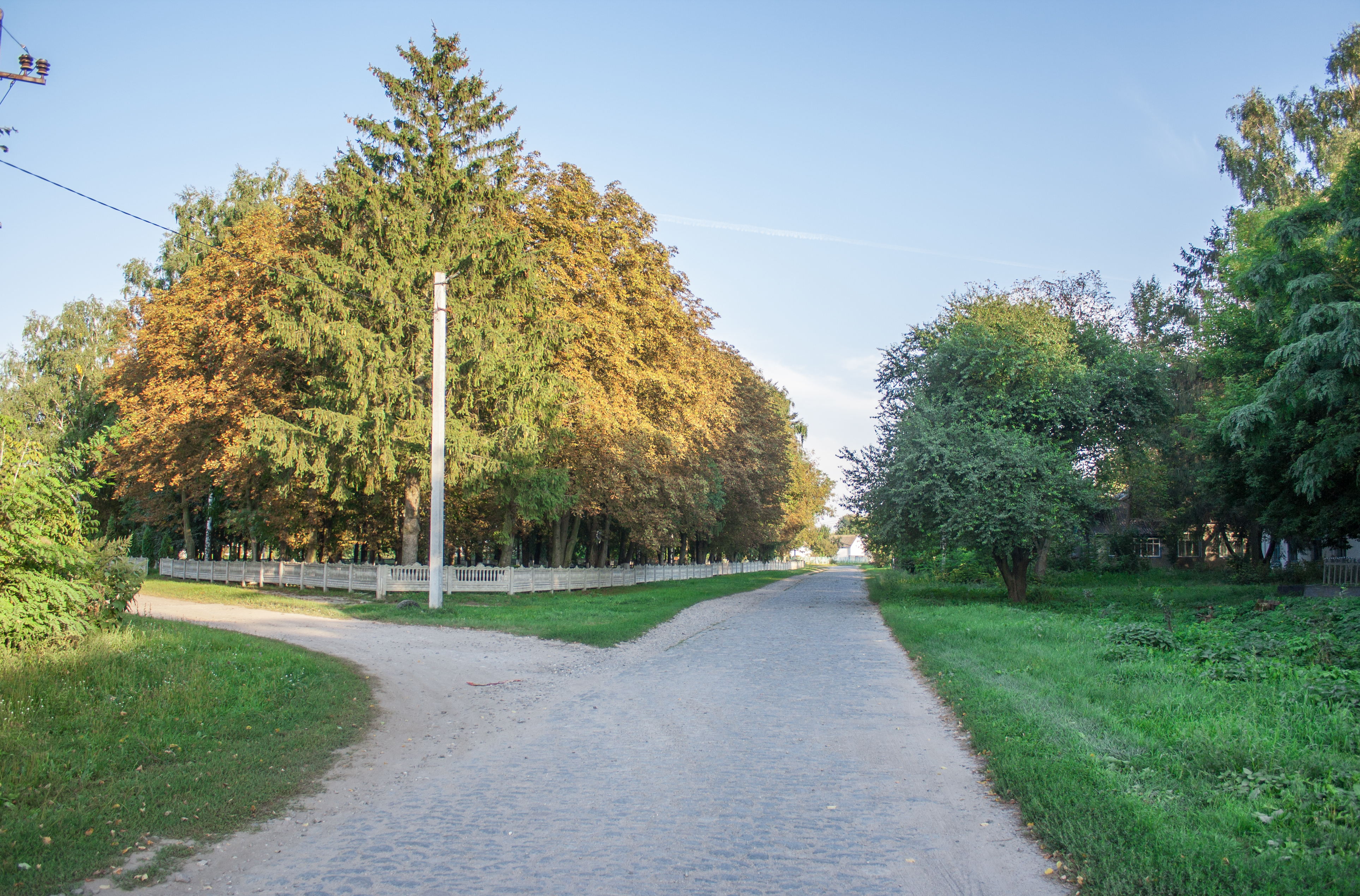
Вулиця Центральна
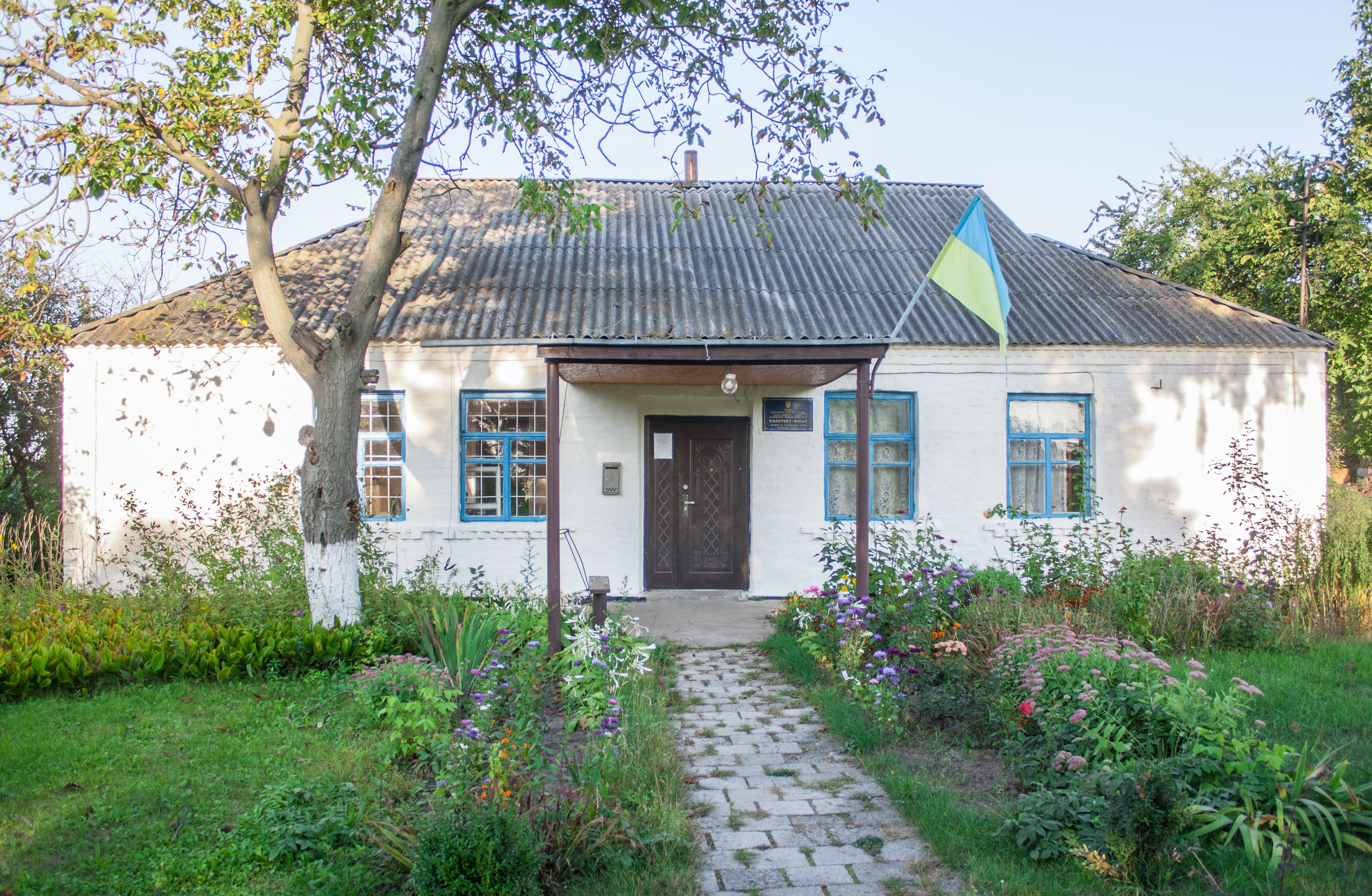
Сільська рада
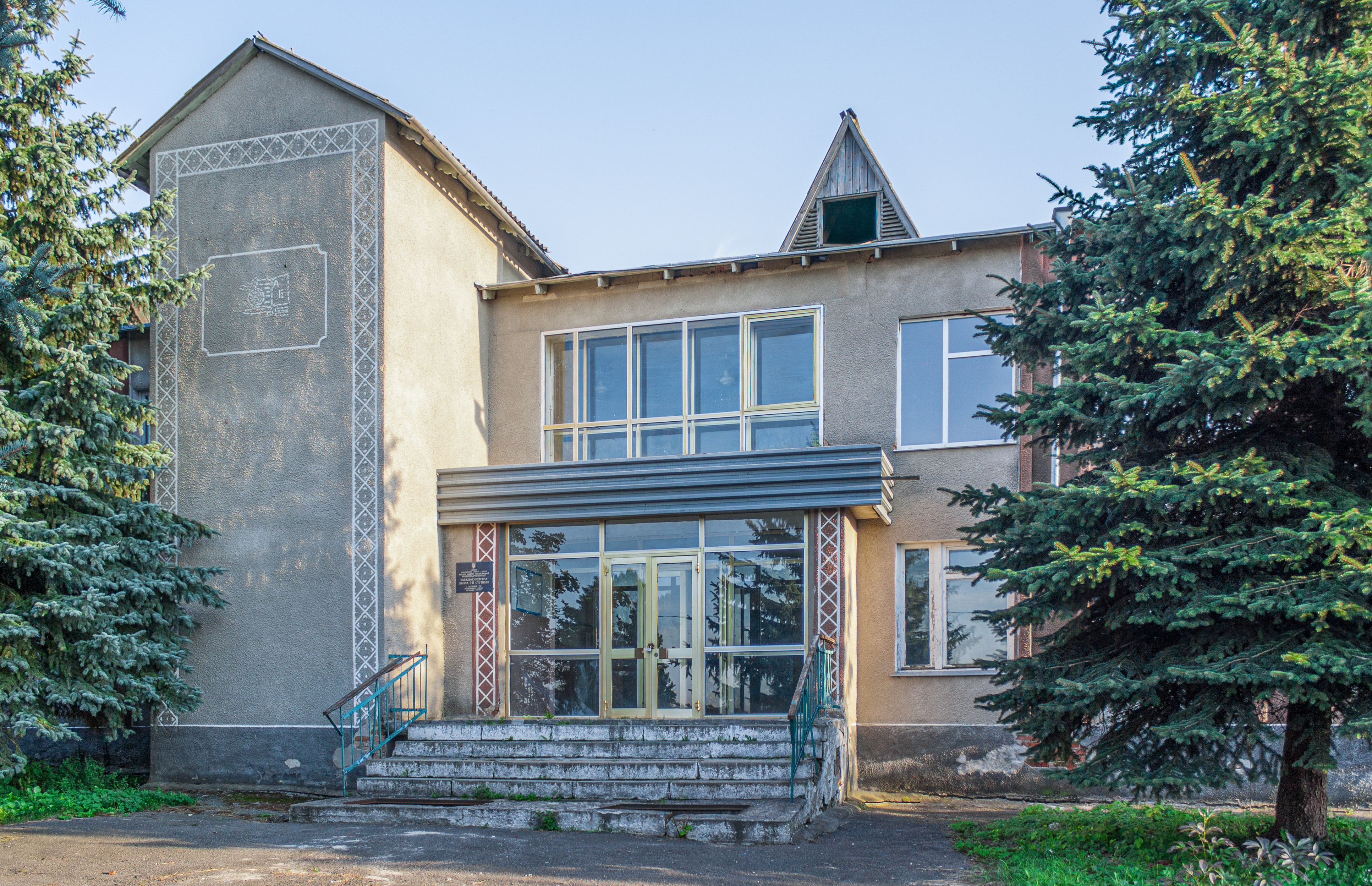
Школа
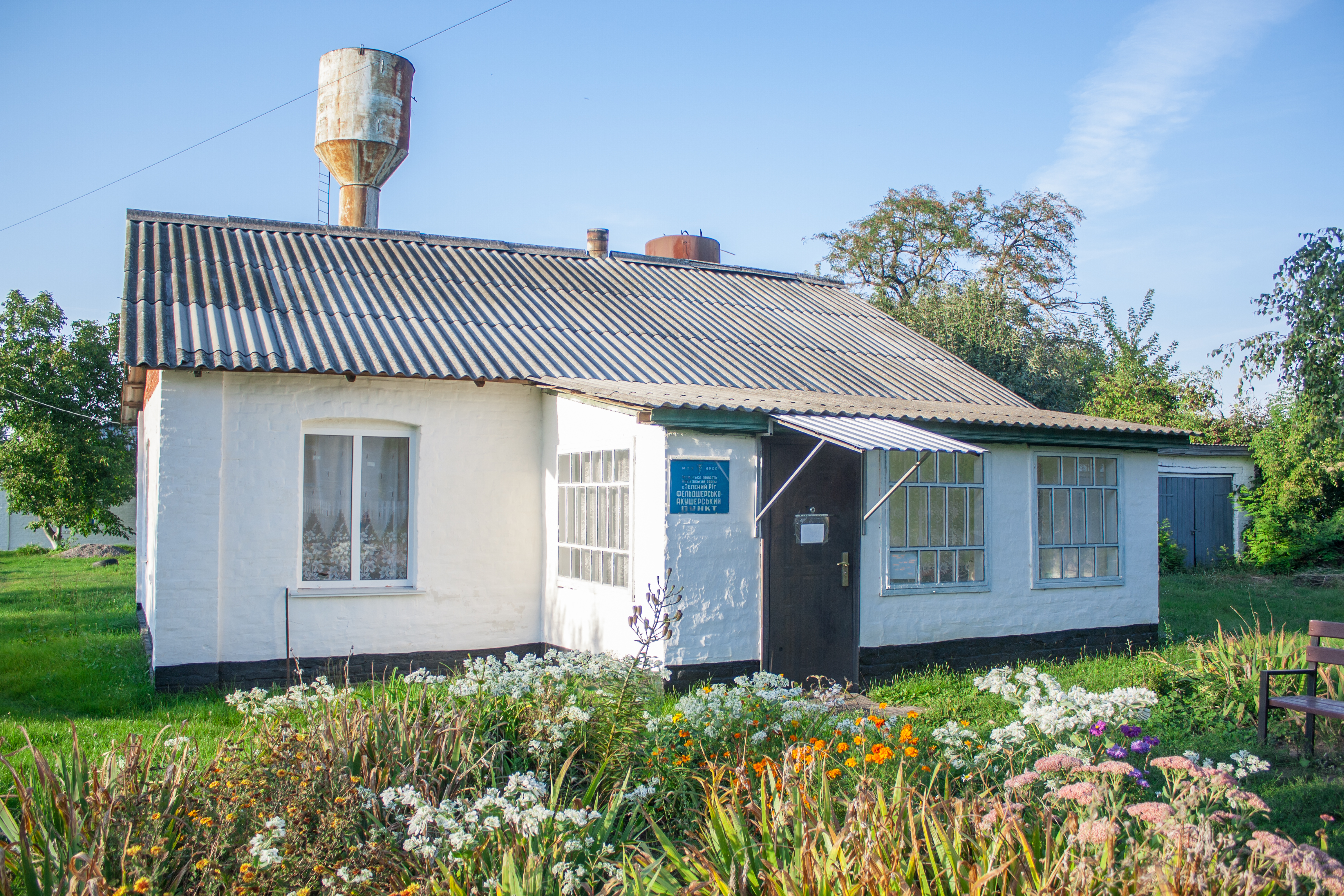
ФАП
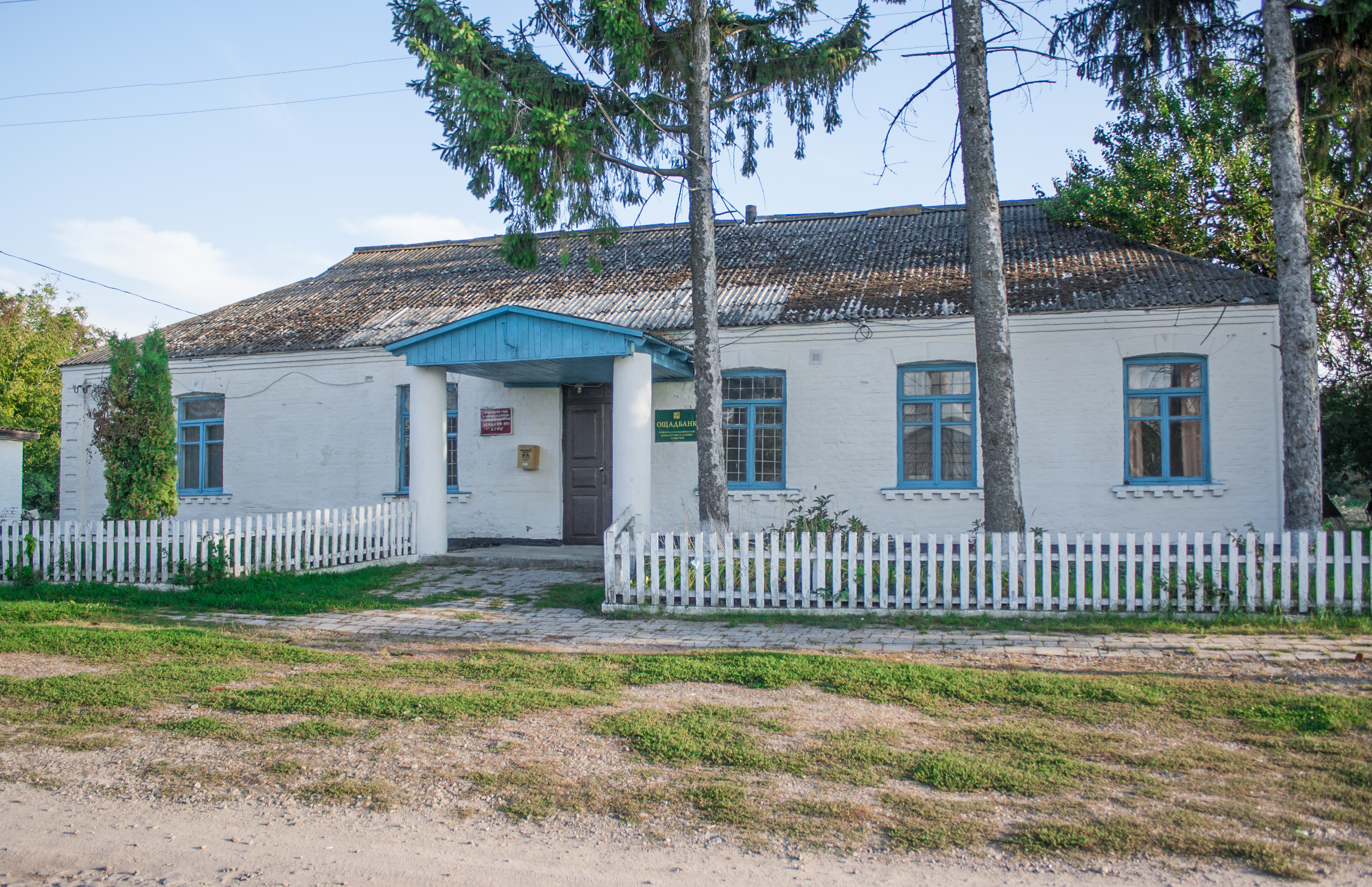
Відділення Ощадбанку
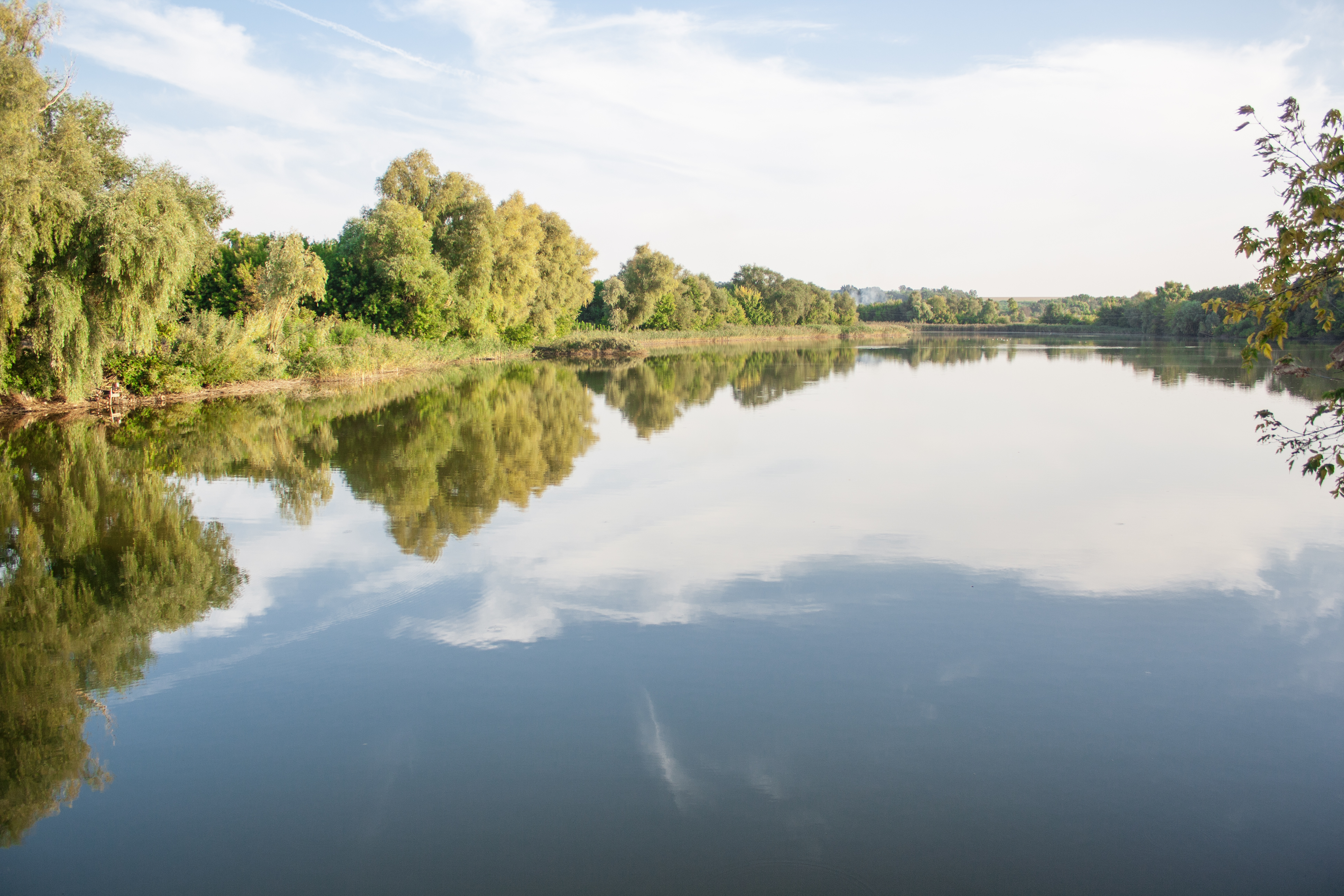
Ставок на річці Конела
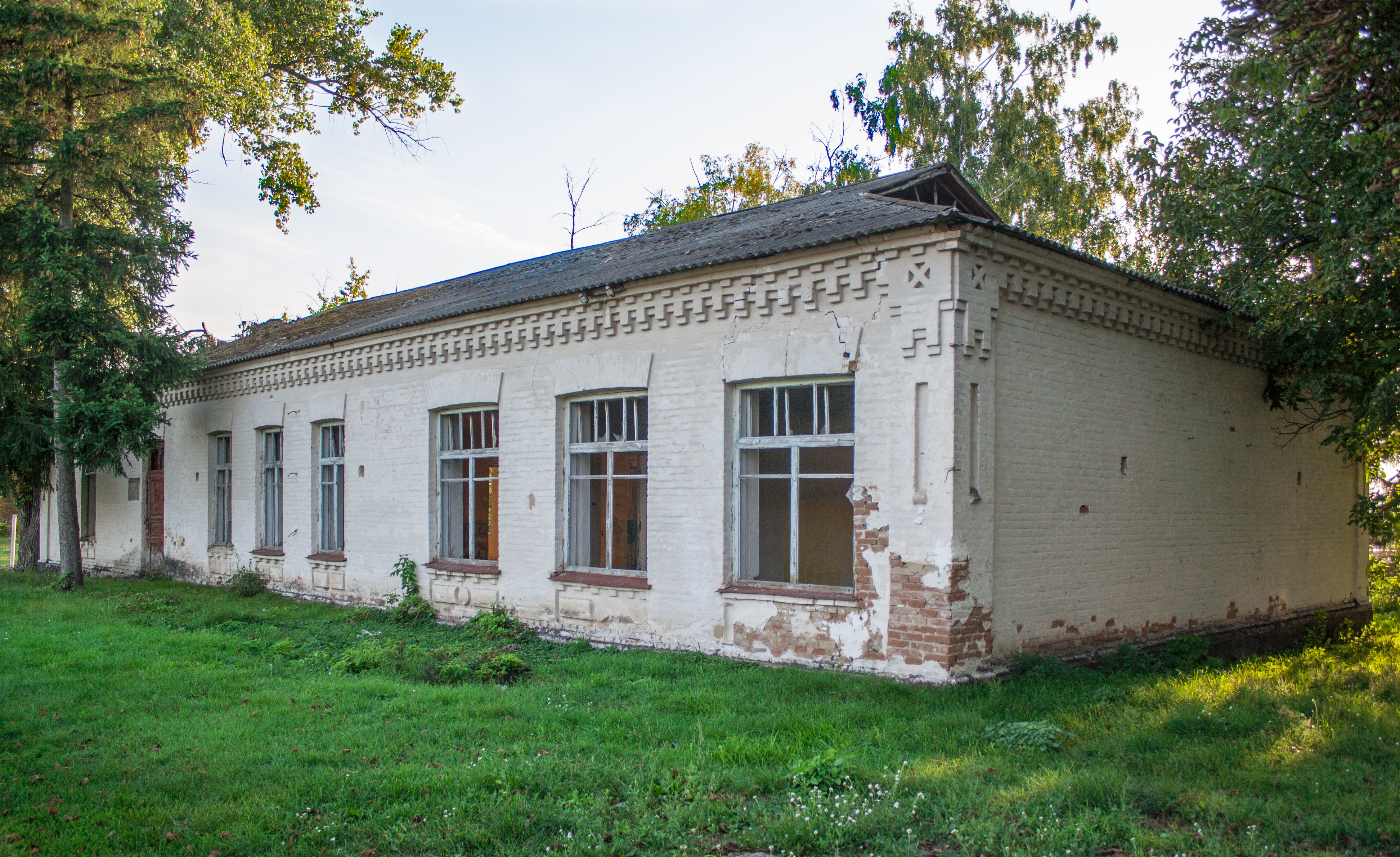
Земська школа (1912 р.)
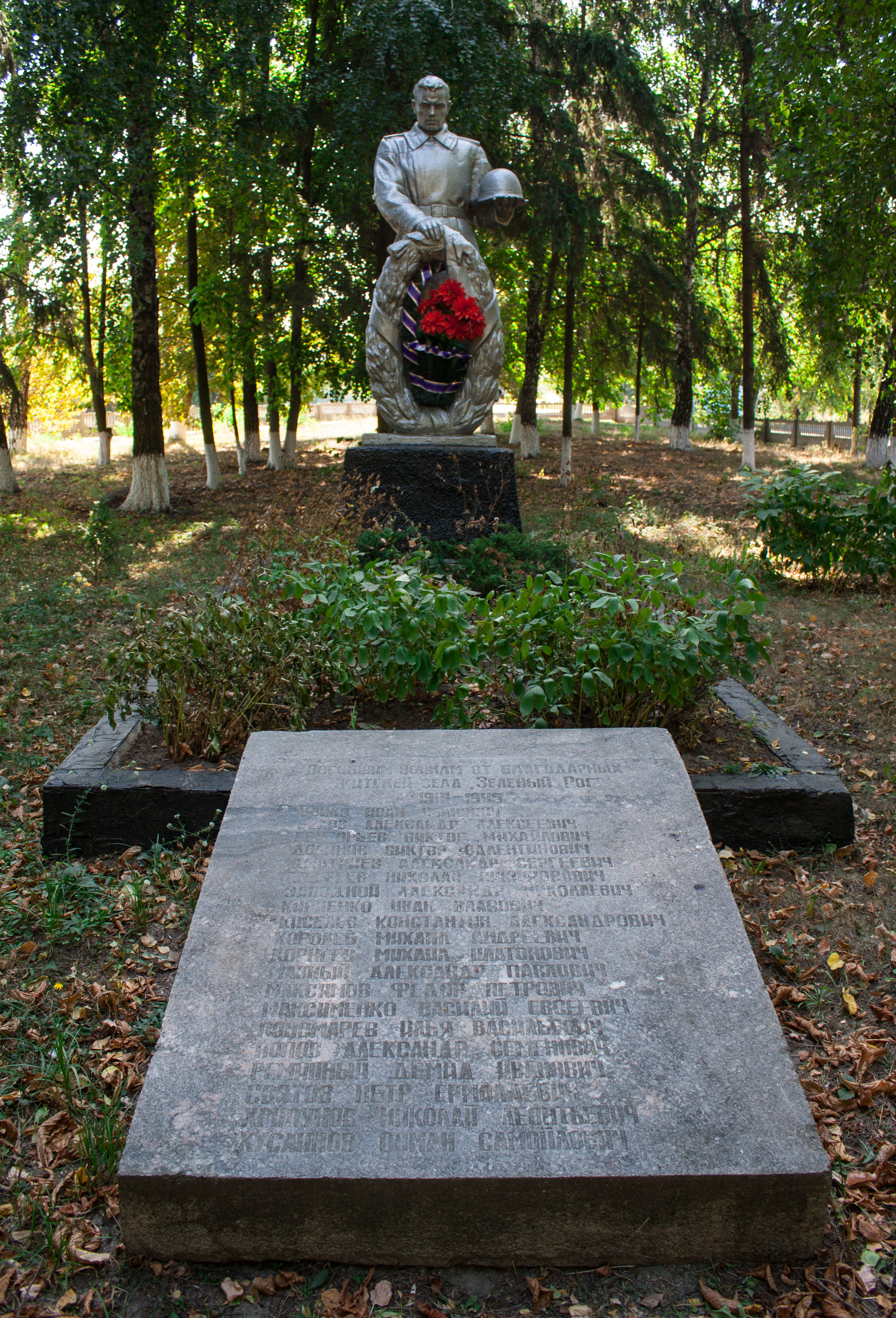
Братська могила радянських воїнів